# Котовский, Павел
Па́вел Кото́вский (пол. Paweł Kotowski; 1777—1849) — польский историк.

## Биография
Родился в Ломжинской земле в 1777 году. Учился в Ломже в школе пиаристов, в 1800 году вступил в этот орден. Работал учителем в различных польских городках. В 1808 году принял сан священника. С 1813 года преподавал в варшавском пансионе. В 1816—1829 годах возглавлял школу пиаристов в Пётркуве.
Написал ряд исторических сочинений: «Historyja powszechna starożytna, od stworzenia świata do potyczki pod Akcyjum» (Варш., 1818); «Historyja powszechna» (Вильно и Варшава); «Tablice chrohologiczno-historiczne» (Варшава и Вильно, 1814).